# Nati nel 1766
| Questa pagina contiene informazioni ricavate automaticamente dalle voci biografiche con l'ausilio del template Bio e di un bot. L'aggiornamento è periodico e automatico e ricostruisce completamente la pagina. Se manca una persona in questa lista, sei pregato di non aggiungerla, ma accertati piuttosto che la sua voce biografica contenga il template Bio e che i dati anagrafici siano correttamente compilati. Se il template Bio manca, inseriscilo tu stesso o, in alternativa, metti l'avviso {{tmp\|Bio}} che ne segnala la mancanza. Se i dati riportati sono sbagliati, correggi direttamente la voce biografica; le modifiche saranno visibili in questa lista entro pochi giorni. Per chiarimenti vedi il progetto biografie. La lista contiene solo le 190 persone che sono citate nell'enciclopedia e per le quali è stato implementato correttamente il template Bio. Pagina aggiornata al 10 lug 2025. |

## Gennaio(11)
- 1º gennaio - Antoine-Vincent Arnault, politico, poeta e drammaturgo francese († 1834)
- 2 gennaio - Basile Guy Marie Victor Baltus de Pouilly, generale francese († 1845)
- 3 gennaio - Giuseppe Cammarano, pittore italiano († 1850)
- 6 gennaio - Mihály Fazekas, scrittore ungherese († 1828)
- 6 gennaio - José Gaspar Rodríguez de Francia, avvocato e politico paraguaiano († 1840)
- 10 gennaio - Louis-Guillaume-Valentin Dubourg, arcivescovo cattolico francese († 1833)
- 13 gennaio - Beyhan Sultan, principessa ottomana († 1824)
- 19 gennaio - Carlo Villa, nobile e politico italiano († 1846)
- 23 gennaio - Henri-Pierre Delaage, generale francese († 1840)
- 26 gennaio - Francisco de São Luiz Saraiva, cardinale e patriarca cattolico portoghese († 1845)
- 27 gennaio - Jean-Baptiste Barthélemy de Lesseps, diplomatico, scrittore e esploratore francese († 1834)

## Febbraio(15)
- 2 febbraio - William Townsend Aiton, botanico britannico († 1849)
- 7 febbraio - Joseph Franz von Jacquin, medico, botanico e chimico austriaco († 1839)
- 8 febbraio - Carlo Giorgio Augusto di Brunswick-Wolfenbüttel, nobile († 1806)
- 8 febbraio - Johann Benjamin Erhard, medico, filosofo e scrittore tedesco († 1827)
- 9 febbraio - John Gaspard Le Marchant, generale britannico († 1812)
- 10 febbraio - Benjamin Smith Barton, botanico e chimico statunitense († 1815)
- 10 febbraio - Benedetto Bordiga, incisore e cartografo italiano († 1847)
- 11 febbraio - Henry Fourdrinier, imprenditore britannico († 1854)
- 11 febbraio - Johann Jacob Paul Moldenhawer, botanico tedesco († 1827)
- 12 febbraio - William Howley, arcivescovo anglicano inglese († 1848)
- 13 febbraio - Thomas Robert Malthus, economista, filosofo e pastore protestante inglese († 1834)
- 19 febbraio - William Dunlap, scrittore, storico e pittore statunitense († 1839)
- 21 febbraio - Joseph Anton Xaver von Waldburg-Wolfegg-Waldsee, principe e politico tedesco († 1833)
- 24 febbraio - Samuel Wesley, organista, compositore e direttore di coro inglese († 1837)
- 28 febbraio - John Clark, politico e generale statunitense († 1832)

## Marzo(12)
- 1º marzo - Ernst zu Münster, politico tedesco († 1839)
- 4 marzo - Francesco Reina, letterato italiano († 1825)
- 6 marzo - Maria Domenica Fumasoni Biondi, archeologa italiana († 1828)
- 6 marzo - Friedrich Immanuel Niethammer, filosofo, teologo e pedagogista tedesco († 1848)
- 6 marzo - George Spencer-Churchill, V duca di Marlborough, nobile e politico inglese († 1840)
- 9 marzo - Ignacio Elizondo, generale spagnolo († 1813)
- 10 marzo - Jean-Baptiste Broussier, generale francese († 1814)
- 12 marzo - Francisco Javier de Cienfuegos y Jovellanos, cardinale e arcivescovo cattolico spagnolo († 1847)
- 16 marzo - Jean Frederic Waldeck, archeologo, esploratore e cartografo francese († 1875)
- 20 marzo - Filippo Pananti, poeta italiano († 1837)
- 26 marzo - George Boyle, IV conte di Glasgow, nobile scozzese († 1843)
- 28 marzo - Joseph Weigl, compositore e direttore d'orchestra austriaco († 1846)

## Aprile(15)
- 1º aprile - François-Xavier Fabre, pittore e collezionista d'arte francese († 1837)
- 5 aprile - Pietro Marchetti, scultore italiano († 1846)
- 6 aprile - Wilhelm von Kobell, incisore, disegnatore e pittore tedesco († 1853)
- 10 aprile - Lawrence Dundas, I conte di Zetland, nobile e politico scozzese († 1839)
- 14 aprile - Pietro Amoretti, incisore italiano († 1840)
- 18 aprile - John Leslie, matematico e fisico scozzese († 1832)
- 18 aprile - Louis Milon, ballerino e coreografo francese († 1849)
- 18 aprile - Domenico Sacchinelli, abate italiano († 1844)
- 22 aprile - Luigi Colla, avvocato, politico e botanico italiano († 1848)
- 22 aprile - Madame de Staël, scrittrice e socialite francese († 1817)
- 26 aprile - Francesco Saverio Petroni, politico e funzionario italiano († 1838)
- 28 aprile - Giovanni Domenico Anguillesi, letterato italiano († 1833)
- 28 aprile - Pietro Domenico Polfranceschi, politico e generale italiano († 1845)
- 29 aprile - Nicholas Vansittart, politico britannico († 1851)
- 30 aprile - Ange Chiappe, politico francese († 1826)

## Maggio(16)
- 1º maggio - Geremia Savoini, generale italiano († 1836)
- 4 maggio - Leopoldo Armaroli, avvocato e politico italiano († 1843)
- 6 maggio - Jean Fortuné Boüin de Marigny, generale francese († 1793)
- 7 maggio - Louis de Ligne, militare belga († 1813)
- 10 maggio - Richard Meade, II conte di Clanwilliam, nobile irlandese († 1805)
- 12 maggio - Jacques Joseph, conte di Corbière, politico, avvocato e nobile francese († 1853)
- 15 maggio - Bartolommeo Gamba, scrittore e bibliografo italiano († 1841)
- 15 maggio - Boris Andreevič Golicyn, ufficiale russo († 1822)
- 15 maggio - Gennaro Ravizza, storico italiano († 1836)
- 19 maggio - William Tollemache, Lord Huntingtower, politico scozzese († 1833)
- 20 maggio - Wolfgang Adam Töpffer, pittore e disegnatore svizzero († 1847)
- 23 maggio - Todor Milutinović, generale austriaco († 1836)
- 29 maggio - Luigi Arcovito, generale e patriota italiano († 1834)
- 29 maggio - Silvestro Dandolo, ammiraglio italiano († 1847)
- 29 maggio - Baltzar von Platen, militare e politico svedese († 1829)
- 30 maggio - Robert Darwin, medico inglese († 1848)

## Giugno(12)
- 1º giugno - Anton Hasenhut, attore teatrale e comico austriaco († 1841)
- 7 giugno - Vincenzo Briganti, medico, naturalista e micologo italiano († 1836)
- 9 giugno - Anton Weidinger, trombettista austriaco († 1852)
- 11 giugno - Antonio Raffaello Doria, militare italiano († 1799)
- 11 giugno - Lorenzo Mari, militare italiano († 1824)
- 11 giugno - Domenico Tritto, compositore italiano († 1851)
- 16 giugno - Pierre Denys de Montfort, zoologo e naturalista francese († 1820)
- 19 giugno - Edward Tiffin, politico statunitense († 1829)
- 21 giugno - Emmanuel de Las Cases, funzionario e storico francese († 1842)
- 23 giugno - Johann Samuel Ersch, bibliografo e bibliotecario tedesco († 1828)
- 27 giugno - Ignazio Ciaia, scrittore italiano († 1799)
- 29 giugno - Carlo I di Isenburg-Büdingen-Birstein, nobile e militare tedesco († 1820)

## Luglio(25)
- 1º luglio - Anselm Maria Fugger von Babenhausen, principe e politico tedesco († 1821)
- 2 luglio - Giovanni Battista Baldelli Boni, militare e letterato italiano († 1831)
- 4 luglio - Julie von Voss, nobildonna tedesca († 1789)
- 5 luglio - Jean-Pierre Bachasson, politico francese († 1823)
- 6 luglio - John Russell, VI duca di Bedford, politico inglese († 1839)
- 6 luglio - Karoline von Schlotheim, nobile tedesca († 1847)
- 6 luglio - Alexander Wilson, ornitologo statunitense († 1813)
- 7 luglio - Guillaume Philibert Duhesme, generale francese († 1815)
- 8 luglio - Dominique-Jean Larrey, medico francese († 1842)
- 9 luglio - Johanna Schopenhauer, scrittrice e poetessa tedesca († 1838)
- 10 luglio - Eustachio Dentice, arcivescovo cattolico italiano († 1830)
- 10 luglio - Édouard Jean-Baptiste Milhaud, generale e politico francese († 1833)
- 10 luglio - Francesco Antonio Visocchi, vescovo cattolico italiano († 1833)
- 14 luglio - Antonio Savazzini, pittore italiano († 1822)
- 14 luglio - Jacob Sieberer, militare austriaco († 1814)
- 17 luglio - Carlo Fontanini, vescovo cattolico italiano († 1848)
- 19 luglio - Giuseppe Prina, politico italiano († 1814)
- 20 luglio - Filippo Giacomo Albani, IV principe di Soriano nel Cimino, nobile italiano († 1852)
- 20 luglio - Thomas Bruce, VII conte di Elgin, nobile e diplomatico britannico († 1841)
- 21 luglio - Thomas Charles Hope, chimico e medico scozzese († 1844)
- 22 luglio - Franz Xaver Süßmayr, compositore e musicista austriaco († 1803)
- 24 luglio - Franz Xaver Niemetschek, filosofo e critico musicale boemo († 1849)
- 27 luglio - William Vane, I duca di Cleveland, nobile e politico inglese († 1842)
- 29 luglio - Carlo Forti, ingegnere italiano († 1845)
- 30 luglio - Pierre Banel, generale francese († 1796)

## Agosto(10)
- 1º agosto - Filippo Francesco di Leyen, principe tedesco († 1829)
- 2 agosto - Louis Delgrès, militare, condottiero e politico francese († 1802)
- 3 agosto - Kurt Sprengel, botanico tedesco († 1833)
- 5 agosto - Louis de Frotté, militare francese († 1800)
- 6 agosto - William Hyde Wollaston, chimico e fisico inglese († 1828)
- 16 agosto - Natal'ja Ivanovna Kurakina, nobildonna, compositrice e cantante russa († 1831)
- 16 agosto - Carolina Nairne, compositrice scozzese († 1845)
- 20 agosto - Giovanni Rasori, patologo, traduttore e patriota italiano († 1837)
- 23 agosto - Louis Bertrand de Sivray, generale francese († 1850)
- 23 agosto - Johann Centurius Hoffmannsegg, botanico, entomologo e ornitologo tedesco († 1849)

## Settembre(14)
- 2 settembre - James Forten, imprenditore statunitense († 1842)
- 3 settembre - Charles de Lacretelle, storico francese († 1855)
- 5 settembre - Luigi Bassi, baritono italiano († 1825)
- 5 settembre - Maurice-Jean de Broglie, vescovo cattolico francese († 1821)
- 5 settembre - Gaetano Palloni, medico italiano († 1830)
- 6 settembre - John Dalton, chimico, fisico e meteorologo inglese († 1844)
- 10 settembre - Antonio Maghella, politico italiano († 1850)
- 12 settembre - Albert Gyulay, generale austriaco († 1835)
- 21 settembre - Antonio Granata, pittore italiano († 1818)
- 25 settembre - Armand Emmanuel du Plessis de Richelieu, politico e diplomatico francese († 1822)
- 28 settembre - Edward Stopford, politico e generale irlandese († 1837)
- 29 settembre - Carlotta, principessa reale, regina († 1828)
- 29 settembre - Jean-Marthe-Adrien L'Hermite, ammiraglio francese († 1826)
- 30 settembre - Pierre Robinault de Saint-Régeant, militare francese († 1801)

## Ottobre(13)
- 4 ottobre - Giovanni Sergio, vescovo cattolico italiano († 1827)
- 5 ottobre - Giuseppe Benedetto di Savoia, nobile († 1802)
- 7 ottobre - Marie-François Auguste de Caffarelli du Falga, generale francese († 1849)
- 7 ottobre - Pierre-Marie Taillepied de Bondy, politico, magistrato e nobile francese († 1847)
- 8 ottobre - Luigi d'Assia-Philippsthal, generale tedesco († 1816)
- 10 ottobre - Leopold Maximilian von Firmian, arcivescovo cattolico austriaco († 1831)
- 13 ottobre - Louis Marie de Lescure, generale francese († 1793)
- 13 ottobre - Giuseppe Longhi, incisore italiano († 1831)
- 19 ottobre - Henry Singleton, pittore e miniaturista britannico († 1839)
- 21 ottobre - Peter Durand, imprenditore inglese († 1822)
- 22 ottobre - David B. Mitchell, politico statunitense († 1837)
- 23 ottobre - Emmanuel de Grouchy, generale francese († 1847)
- 23 ottobre - Joachim-Jean-Xavier d'Isoard, cardinale e arcivescovo cattolico francese († 1839)

## Novembre(9)
- 2 novembre - Josef Radetzky, feldmaresciallo austriaco († 1858)
- 3 novembre - Simon Franz Molitor, violinista, chitarrista e compositore austriaco († 1848)
- 6 novembre - Carlo Botta, storico e politico italiano († 1837)
- 10 novembre - Pierre-Charles Bridan, scultore francese († 1836)
- 12 novembre - Aleksandr Michajlovič Urusov, nobile e ufficiale russo († 1853)
- 16 novembre - Rodolphe Kreutzer, violinista, compositore e direttore d'orchestra francese († 1831)
- 19 novembre - Francesco Strano, religioso e bibliotecario italiano († 1831)
- 22 novembre - Camilo Torres Tenorio, politico colombiano († 1816)
- 29 novembre - Maine de Biran, filosofo e psicologo francese († 1824)

## Dicembre(10)
- 10 dicembre - Samuel Frederick Gray, botanico britannico († 1828)
- 12 dicembre - Nikolaj Michajlovič Karamzin, scrittore e storico russo († 1826)
- 15 dicembre - Giuseppe Lechi, generale, rivoluzionario e patriota italiano († 1836)
- 18 dicembre - William Beauclerk, VIII duca di St. Albans, nobile inglese († 1825)
- 22 dicembre - Henry Charles Somerset, VI duca di Beaufort, politico e nobile inglese († 1835)
- 23 dicembre - Wilhelm Hisinger, chimico svedese († 1852)
- 26 dicembre - Henry Conyngham, I marchese di Conyngham, nobile e politico britannico († 1832)
- 28 dicembre - Mademoiselle Fleury, attrice teatrale belga († 1818)
- 29 dicembre - Charles Macintosh, chimico e inventore scozzese († 1843)
- 31 dicembre - Luigi Vincenzo Cassitto, teologo italiano († 1822)

## Senza giorno specificato(28)
- Andrea Lodovico Adamich, imprenditore e politico austriaco († 1828)
- Louis Allier de Hauteroche, numismatico francese († 1827)
- Andrea Francesco Giovanni Altesti, diplomatico e politico italiano († 1851)
- Christoph Friedrich von Ammon, teologo tedesco († 1850)
- Faustino Anderloni, incisore italiano († 1847)
- Giovanni Battista Baldetti, nobile, politico e militare italiano († 1831)
- Giovanni Battista Boldrini, avvocato, politico e rivoluzionario italiano († 1836)
- José Cardero, disegnatore e artista spagnolo
- Francesco Chiarenti, politico italiano († 1828)
- Jean-Nicolas-Marie Deguerle, letterato, traduttore e grammatico francese († 1824)
- John Farey, geologo e scrittore inglese († 1826)
- Martín Álvarez Galán, militare spagnolo († 1801)
- Jean François Aimée Gottlieb Philippe Gaudin, botanico svizzero († 1833)
- Varvara Nikolaevna Golovina, nobildonna e artista russa († 1821)
- Francesco Carlo Gonzaga, nobile italiano († 1834)
- William Hunt, giurista inglese († 1852)
- Szymon Kossakowski, generale lituano († 1794)
- Giuseppe Lahoz Ortiz, generale italiano († 1799)
- Hugh McVay, politico statunitense († 1851)
- Albertine de Saussure, pedagogista svizzera († 1841)
- Vittoria Peluso, ballerina italiana († 1828)
- Pierre-Antoine Poiteau, botanico, agronomo e pittore francese († 1854)
- Vital Roux, imprenditore e pubblicista francese († 1846)
- Louis Charles Vincent Le Blond de Saint-Hilaire, generale francese († 1809)
- Etienne Scio, compositore e violinista francese († 1796)
- Antoine René Thévenard, militare francese († 1798)
- Giuseppe Ventimiglia, principe di Belmonte, politico italiano († 1814)
- Alexandre de Laflotte, diplomatico e politico francese († 1794)